# Maurizio Randazzo
Maurizio Randazzo (ur. 1 marca 1964 w Santa Caterina Villarmosa) – włoski szermierz, szpadzista, zawodnik GS Fiamme Oro, dwukrotny medalista olimpijski, wielokrotny medalista mistrzostw świata.
Na igrzyskach olimpijskich w Barcelonie w 1992 roku był piąty w zawodach drużynowych i piętnasty w indywidualnych. Podczas rozgrywanych cztery lata później igrzysk olimpijskich w Atlancie reprezentacja Włoch w składzie: Sandro Cuomo, Angelo Mazzoni i Maurizio Randazzo wywalczyła złoty medal w turnieju drużynowym. Na tej samej imprezie zajął osiemnaste miejsce w zawodach indywidualnych. Brał też udział w igrzyskach olimpijskich w Sydney w 2000 roku, gdzie razem z Angelo Mazzonim, Paolo Milanolim i Alfredo Rotą zdobył kolejny złoty medal w turnieju drużynowym. W rywalizacji indywidualnej tym razem nie startował.
Podczas mistrzostw świata w Barcelonie w 1985 roku wspólnie z Sandro Cuomo, Roberto Manzim, Stefano Bellone i Angelo Mazzonim zdobył srebrny medal w zawodach drużynowych. W tej samej konkurencji Włosi z Randazzo w składzie zdobywali następnie złote medale na mistrzostwach świata w Denver (1989), mistrzostwach świata w Lyonie (1990) i mistrzostwach świata w Essen (1993) oraz brązowe podczas mistrzostw świata w Sofii (1986) i mistrzostw świata w Kapsztadzie (1997). 
Był także mistrzem Włoch.